# 短腹平直蚤
短腹平直蚤（学名：Pleuroxus aduncus）为盘肠蚤科平直蚤属的动物。分布于瑞典、丹麦、瑞士、芬兰、英国、德国、法国、奥地利、俄罗斯、拉丁美洲、阿尔及利亚以及中国大陆的广东、广西、湖北、四川、河北、吉林、黑龙江、云南、陕西、甘肃、青海、新疆等地，属于广温性种类。其常见于湖泊与水库的沿岸区以及小的池塘和水潭中。